# James Howard Kindelberger

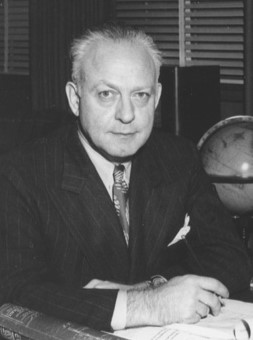
James H. Kindelberger

James Howard Kindelberger (* 8. Mai 1895 in Wheeling, West Virginia, USA; † 27. Juli 1962) war ein US-amerikanischer Manager in der Flugzeugindustrie. Wegen seiner Neuerungen in der Flugzeugproduktion gilt er als einer der wichtigsten Pioniere der amerikanischen Luft- und Raumfahrtindustrie.

## Leben

### Ausbildung
Am 8. Mai 1895 wurde James Howard Kindelberger (genannt Dutch) als Kind deutscher Auswanderer aus Nothweiler/Pfalz in Wheeling, West Virginia geboren. Dutch wuchs im Schatten der großen Hüttenwerke in Wheeling auf. Von seinen Eltern bekam er typisch deutsche Tugenden vermittelt: Zeit seines Lebens glaubte er an den Wert harter ehrlicher Arbeit. Bereits mit 16 verlässt er die Schule, um wie sein Vater im örtlichen Stahlwerk zu arbeiten. Kindelberger modifiziert unter diesen Arbeitsbedingungen seine Vorstellungen vom Wert harter ehrlicher Arbeit und stellt sich sein weiteres Leben jetzt anders vor, als täglich von sieben Uhr früh bis halb sechs am Abend Roheisen abzustechen. Aus diesem Grund nahm er zwei Jahre Fernkurse, um seinen Schulabschluss nachzuholen. Damit hatte er sich für eine Tätigkeit für die Ingenieurtruppe der amerikanischen Armee qualifiziert, wo er zunächst als ziviler Zeichner und Inspektor tätig war. Nebenbei führte er seine Fernstudien weiter, machte seinen Collegeabschluss, und wurde 1916 zum Studium am Carnegie Institute of Technology in Pittsburgh zugelassen, einer der renommierten amerikanischen Technischen Hochschulen. 1917, nachdem Dutch ein Jahr studiert hatte, traten die USA in den Ersten Weltkrieg ein. Er meldete sich freiwillig zum U.S. Army Air Corps, wo er zum Piloten ausgebildet wurde. Bis zum Ende des Krieges arbeitete Leutnant James H. Kindelberger in Memphis (Tennessee) als Fluglehrer und entschloss sich schließlich, eine Beschäftigung in der jungen Flugzeugindustrie aufzunehmen. Er nahm eine Stelle als Zeichner bei der Glenn L. Martin Company in Cleveland Ohio an, wo zur gleichen Zeit auch andere Flugzeugkonstrukteure ihre Karriere begannen: Glenn Martin und Donald Douglas. Da seine Stellung mit 27 Dollar pro Woche nur bescheiden bezahlt wurde, gab Dutch abends Flugstunden und schrieb für die Zeitschrift Popular Mechanics.

### Kalifornien

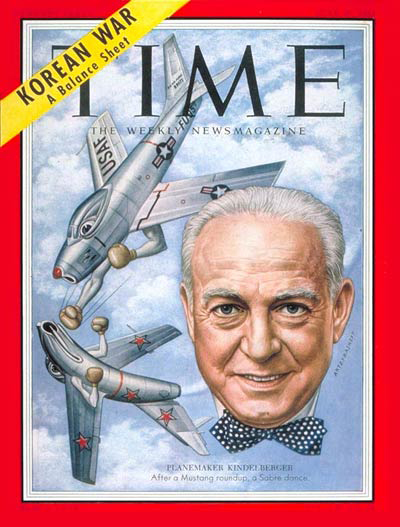
1953 Time Magazin-Cover mit Kindelberger

Nach sechs Jahren, in denen er es zum Chefzeichner und stellvertretenden Chefkonstrukteur gebracht hatte, nahm Kindelberger 1925 ein Angebot seines ehemaligen Kollegen Donald Douglas an und wurde Chefkonstrukteur und Vizepräsident in dessen Firma Douglas Aircraft Company im kalifornischen Santa Monica. Er war dort Anfang der 1930er Jahre für die Konstruktion der legendären DC-1 und DC-2 verantwortlich, den ersten erfolgreichen amerikanischen Passagierflugzeugen und in dieser Hinsicht ein Pendant zur Junkers Ju 52.

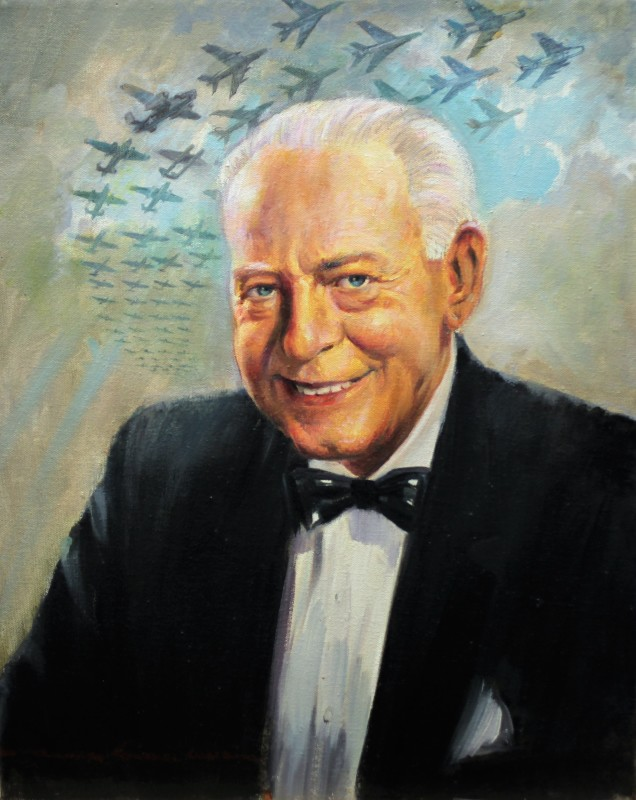
Porträt von 1977

1932 kam für den 39-jährigen Dutch Kindelberger die große Chance seines Lebens, als er ein Angebot erhielt, als General Manager zur North American Aviation nach Dundalk in Maryland zu wechseln. Bei North American musste Kindelberger bei Null anfangen. Das Unternehmen hatte nämlich bislang kein einziges Flugzeug verkauft, sondern nur Umbauten an anderen Flugzeugen durchgeführt. Dutchs erstes Projekt war die Konstruktion eines Ausbildungsflugzeugs, für das die U.S. Navy einen Wettbewerb ausgeschrieben hatte. Innerhalb von nur neun Wochen härtester Arbeit hatten Kindelberger und seine Mitarbeiter den Prototyp des NA-16 fertiggestellt, mit dem North American aber den Wettbewerb gegen die Seversky BT-8 verlor. Nachdem sich die BT-8 im Schulungseinsatz aber als ungeeignet herausstellte, bestellte das USAAC in großen Stückzahlen eine verbesserte NA-16 und verschaffte dem Unternehmen damit eine bessere wirtschaftliche Grundlage. Weil Südkalifornien exzellentes Flugwetter während des ganzen Jahres hatte siedelte North American 1935 – wie auch viele andere Flugzeugbauer – nach Inglewood über. Kindelberger ließ dort am Rande des Flughafens von Los Angeles eine Flugzeugfabrik errichten, in der schon Anfang 1936 Arbeiter beschäftigt waren. Das weiterentwickelte Trainingsflugzeug wurde unter der Bezeichnung BT-9 zum ersten großen Erfolg für North American, in dem praktisch jeder Pilot des Zweiten Weltkriegs ausgebildet wurde. Der Erfolg von North American war aber nicht nur ihren hervorragenden Flugzeugen zu verdanken. Praktisch im Alleingang begann Kindelberger, die Produktion von Flugzeugen von den bislang vorherrschenden handwerklichen Methoden auf eine Massenproduktion nach dem Vorbild der Automobilindustrie umzustellen.
North Americans erfolgreichstes Produkt, die North American P-51, entstand, als im Januar 1940 die für den Einkauf amerikanischer Waffen zuständige Britische Beschaffungskommission eine Anfrage an die North American Aviation Company richtete, ob sie die Curtiss P-40 für den britischen Bedarf in Lizenz produzieren würden. James Kindelberger versprach sich größere Gewinne für North American, wenn die Firma eine Eigenentwicklung produzieren würde und keine Lizenzgebühren an Curtiss abführen müsste. Es gelang ihm, die Briten zu überzeugen, dass ein neuer Entwurf die mittelmäßigen Leistungen der P-40 übertreffen könnten, und erhielt so eine Bestellung über 320 Maschinen vom noch zu entwickelnden Typ NA-73, der im Zweiten Weltkrieg letztendlich als North American P-51 in verschiedenen Versionen in ca. 15.000 Exemplaren hergestellt wurde.
1960 ging Dutch Kindelberger als Vorstandsvorsitzender von North American Aviation in den Ruhestand.